# Charles-Alfred Michel
Charles-Alfred Michel, né le 9 avril 1854 à La Chaux-de-Fonds et mort le 17 octobre 1935 à Neuchâtel, est un commerçant et céramologue autodidacte.

## Biographie
Originaire de Nassau-Weilbourg en Allemagne, Charles-Alfred Michel obtient, en 1871, la naturalisation et l’agrégation à Neuchâtel. Il épouse, en 1884, Constance Clerc. Très jeune, Charles-Alfred Michel travaille pour le compte de la maison Grand Bazar Humbert & cie (ensuite renommée Schütz et Schinz). En 1893, il se joint à Charles et Charles-Rodolphe Schinz et est fait membre associé de l'entreprise désormais appelée : Schinz, Michel & Cie. Il quitte l'enseigne en 1927. 
Parallèlement à ses activités commerciales, Charles-Alfred Michel accède, à 1888, à la fonction de conservateur-adjoint du Musée d’histoire de Neuchâtel aux côtés du conservateur, Alfred Godet. Dans le cadre de sa fonction, il enrichit les collections du musée et, plus particulièrement, son fonds céramique. Charles-Alfred Michel fait d'ailleurs état de certaines des nouvelles entrées du musée dans l'Indicateur d'antiquités suisses. Les registres des entrées du musée révèlent que bon nombre de pièces sont achetées auprès du Grand Bazar. À la même époque, le Musée d'ethnographie de Neuchâtel, par l'intermédiaire de Charles Knapp, achète, lui aussi, quelque 230 objets dans cette enseigne neuchâteloise. Des décennies plus tard, le fonds céramique du Musée d'art et d'histoire de Neuchâtel garde toujours la trace de la politique d'acquisition de Charles-Alfred Michel.  
Très actif dans le développement du jeune musée d'art et d'histoire neuchâtelois, Charles-Alfred Michel initie, entre 1914 et 1920, la rédaction du catalogue du fonds céramique. De l'aveu de ses successeurs, "Michel réalisera ce travail avec une précision et des connaissances remarquables pour l’époque, alors que la littérature spécialisée n’en était qu’à ses premiers balbutiements, tout particulièrement en Suisse". Peu connu du grand public, Charles-Alfred Michel est reconnu de son vivant comme un grand connaisseur de céramique et il fait figure d’autorité en matière de porcelaine et poteries suisses. Hans Lehmann, directeur du Musée national suisse, se fie d'ailleurs à l'expertise du céramologue neuchâtelois dans : Zur Geschichte der Keramik in der Schweiz. 
Charles-Alfred Michel développe également une forte activité associative. Il est membre honoraire et vétéran de la section neuchâteloise du Club alpin suisse et membre de la Société d’histoire et d’archéologie du canton de Neuchâtel. Il appartient aussi à la Société neuchâteloise des sciences naturelles. Il est également membre fondateur et honoraire Honoris causa de la section de Neuchâtel de la Société suisse des commerçants et administrateur de la Revue du Foyer domestique.

## Publications
- Charles-Alfred Michel et Alfred Godet, « Les faïences du Val-de-Travers », Musée neuchâtelois,‎ 1892, p. 55-61
- Charles-Alfred Michel, Eugène Colomb, Charles Meckenstock et Club alpin suisse, section (Neuchâtel), Jubilé de la Section neuchâteloise du Club alpin suisse : coup d'oeil rétrospectif 1876-1901, Neuchâtel, Impr. Wolfrath & Sperlé, 1901
- Charles-Alfred Michel, « Les Anciennes faïences de Delft », La Revue du Foyer domestique, no 2,‎ 1902 (lire en ligne)
- Charles-Alfred Michel, « Les Porcelaines de Nyon, 1780-1813 », La Revue du Foyer domestique, nos 1-2,‎ 1903 (lire en ligne)
- Charles-Alfred Michel, Paul Vouga et Frédéric Baur-Borel, Musée historique : notice et guide sommaire, Neuchâtel, Attinger, [1913]
- Charles-Alfred Michel, « La Fabrication des faïences et porcelaines », Bulletin de la société neuchâteloise des sciences naturelles, vol. 41,‎ 1915, p. 184
- Charles-Alfred Michel, « L'Histoire la porcelaine tendre », Bulletin de la société neuchâteloise des sciences naturelles, vol. 41,‎ 1916, p. 192
- Charles-Alfred Michel, « La Fabrication des miroirs et glaces », Bulletin de la société neuchâteloise des sciences naturelles, vol. 42,‎ 1917, p. 126
- Charles-Alfred Michel, « Le Verre et le cristal », Bulletin de la société neuchâteloise des sciences naturelles, vol. 45,‎ 1919, p. 132
- Charles-Alfred Michel, « Les Cloisonnés », Bulletin de la société neuchâteloise des sciences naturelles, vol. 46,‎ 1921, p. 79
- « Berner Wochenchronik », Die Berner Woche in Wort und Bild : ein Blatt für heimatliche Art und Kunst, no 15,‎ 1925, p. 369 (lire en ligne)
- Charles-Alfred Michel, « Nos musées et leur origine », Bulletin de la société neuchâteloise des sciences naturelles, vol. 52,‎ 1927, p. 133
- Charles-Alfred Michel, « Le Célèbre potier anglais Josiah Wedgwood », Bulletin de la société neuchâteloise des sciences naturelles, vol. 53,‎ 1928, p. 240
- Charles-Alfred Michel, Les automates Jaquet-Droz du Musée d'histoire de Neuchâtel, Neuchâtel, F. Iseli, 1928
- Charles-Alfred Michel, « Les Faïences de Zurich au XVIIIe siècle », Bulletin de la société neuchâteloise des sciences naturelles, vol. 54,‎ 1929, p. 140
- Charles-Alfred Michel, « Les Faïences de Strasbourg au XVIIIe siècle », Bulletin de la société neuchâteloise des sciences naturelles, vol. 55,‎ 1931, p. 121

- Charles-Alfred Michel, « Les Verreries du Doubs », Anzeiger für schweizerische Altertumskunde = Indicateur d'antiquités suisses, no 4,‎ 1935, p. 259-272 (lire en ligne)
- Charles-Alfred Michel, « Poteries bernoises », La Revue du Foyer domestique,‎ s.d.